# Schizencefalia
Schizencefalia – zaburzenie migracyjne polegające na występowaniu jedno- lub obustronnych szczelin w półkulach mózgu. Szczeliny te mogą nawet łączyć komorę boczną mózgu z przestrzenią podpajęczynówkową. Występuje jako wada odosobniona lub z innymi nieprawidłowościami (często z dysplazją przegrodowo-oczną – 50%).

## Podział[2]
- schizencefalia otwarta – ściany szczeliny są oddzielone PMR
- schizencefalia zamknięta – ściany szczeliny stykają się ze sobą

## Objawy[2]
- upośledzenie umysłowe
- spastyczne porażenie mózgowe
- małogłowie
- napady padaczkowe (szczególnie postać otwarta, obustronne szczeliny): napady ogniskowe lub uogólnione, kurcze niemowlęce; różna reakcja na leczenie
- możliwa schizencefalia bezobjawowa (mniej rozległe uszkodzenia)

Rokowanie zależy od umiejscowienia, obustronności oraz rozległości wady.